# Michelle Coote
Michelle Louise Coote, es una química australiana. Ha publicado extensamente en los campos de química de polímeros, química de radicales y química computacional. Es miembro del Consejo de Investigación Australiano (ARC), miembro de la Royal Society of Chemistry (FRSC) y miembro de la Academia Australiana de Ciencias (FAA).
Coote es profesora de química en la Facultad de Ciencias Físicas y Matemáticas de la Universidad Nacional Australiana (ANU). Es miembro del Centro ARC de Excelencia para la Ciencia de los Electromateriales, y fue investigadora principal en el Centro ARC de Excelencia para Química de Radicales Libres y Biotecnología.

## Educación
La profesora Michelle Coote completó un B.Sc. (Hons) en Química Industrial en la Universidad de Nueva Gales del Sur en 1995. Durante su licenciatura pasó 15 meses trabajando en la industria química, «pero me hizo darme cuenta de que mi interés real era una carrera en investigación química pura. Así que, regresé a la universidad y terminé de graduarme en 1995 con la medalla universitaria». Graduada en 2000 con un doctorado en química de polímeros de la UNSW, Coote obtuvo importantes premios, entre ellos la Medalla Cornforth del Royal Australian Chemical Institute (RACI) y el premio para jóvenes científicos de la Unión Internacional de Química Pura y Aplicada(IUPAC) para su tesis doctoral The origin of the penultimate unit effect in free-radical copolymerisation.
Coote dejó Australia para el Reino Unido en septiembre de 1999 para asumir un rol de investigación postdoctoral en física de polímeros centrándose en la reflectividad de neutrones dentro del Centro de Investigación Interdisciplinario de Polímeros, en la Universidad de Durham.

## Carrera académica en Australia
Coote regresó a Australia en 2001 y se unió a la Escuela de Investigación de Química de la Universidad Nacional de Australia como becario postdoctoral con Leo Radom. Fue durante este tiempo que comenzó a construir una reputación en química computacional, y estableció un grupo de investigación independiente sobre diseño químico asistido por computadora en ANU en 2004.
Con una beca ARC Future en 2010, Coote se centró en un enfoque experimental guiado por computadora para comprender y controlar la estereoquímica de la polimerización por radicales libres. Desde entonces, Coote ha recibido varias subvenciones del Australian Research Council, incluida la prestigiosa Georgina Sweet Australian Laureate Fellowship en 2017. Hoy en día, sus intereses de investigación abarcan varias áreas de la química fundamental y aplicada: estereocontrol en la polimerización por radicales libres, degradación y estabilización del polímero, estabilidad de los radicales y, más recientemente, efectos del campo eléctrico sobre la reactividad química.
Coote se convirtió en la primera profesora de química en ANU en 2011.

## Premios y reconocimientos
Coote recibió numerosos premios, entre los que se incluyen la Medalla Rennie Memorial (2006), el Premio a la Ciencia y la Tecnología de David Sangster Polymer (2011) y la Medalla HG Smith (2016) del Royal Australian Chemical Institute, El Premio Le Fevre Memorial del Australia. Academy of Science (2010), y la Medalla Pople de la Asociación Asia-Pacífico de Química Teórica y Computacional (2015). También fue nombrada la profesora Schleyer en 2019, convirtiéndose en la primera mujer y la segunda australiana desde la serie a partir de 2001.
Coote fue elegida miembro de la Royal Society of Chemistry en marzo de 2013.  Fue elegida miembro de la Academia de Ciencias de Australia en 2014 para desarrollar y aplicar una química computacional precisa para modelar los procesos de polimerización radical. Dio su presentación de Nuevos Fellows en julio de 2014.
Coote fue reconocida por ANU en 2012 como parte de las celebraciones del Día Internacional de la Mujer por sus logros como modelo a imitar como la primera profesora de química en ANU y por inspirar, orientar y motivar a estudiantes de pregrado y postgrado en ciencias.
En diciembre de 2016, fue nombrada como la primera editora asociada australiana de la principal revista de química, Journal of the American Chemical Society.